# Phyllodactylus angelensis
Phyllodactylus angelensis este o specie de șopârle din genul Phyllodactylus, familia Gekkonidae, descrisă de Dixon 1966. Conform Catalogue of Life specia Phyllodactylus angelensis nu are subspecii cunoscute.